# Helmut Lugmayr
Helmut Lugmayr (* 1964) ist ein österreichischer Reiseleiter und Übersetzer aus dem Isländischen. 

## Leben
Helmut Lugmayr absolvierte ein Studium der Skandinavistik an der Universität Wien, das er 1992 mit dem Magistergrad abschloss. Er ist heute als Reiseleiter in Island tätig und übersetzt Belletristik und Sachtexte aus dem Isländischen ins Deutsche. 

## Werke
- Einige Motive der  Bárðar Saga Snaefellsáss und deren Gegenstücke in der altirischen Literatur, Wien 1992
- Das Althing in Thingvellir, Reykjavík 2002
- Walbeobachtung vor Island, Reykjavík 2002 (zusammen mit Ásbjörn Björgvinsson)

## Übersetzungen
- Einar Kárason: Feindesland, München 2004
- Guðmundur Andri Thorsson: Nach Island!, Stuttgart 2000
- Guðrún Helgadóttir: Flumbra, Reykjavík 2007
- Gunnsteinn Ólafsson: Der goldene Ring und die Blaue Lagune, Reykjavík 2007
- Halldór Guðmundsson: Halldór Laxness, Göttingen 2002
- Helgi Guðmundsson: Der See Mývatn und seine Umgebung, Reykjavík 2002
- Helgi Guðmundsson: Wunderwelt Island, Reykjavík 2002
- Thorsten Henn: Islands Zauber, Reykjavík 2003
- Island: Paradies oder Hölle auf Erden?, Reykjavík 1997
- Bruce McMillan: Mein Islandpferd, Reykjavík 1999
- Bruce McMillan: Nächte der kleinen Papageientaucher, Reykjavík 1999
- Bruce McMillan: Ein Sommer unter Eiderküken, Reykjavík 2001
- Ragnar Axelsson: Die Seele des Nordens, Reykvavik 2005
- Maria Alva Roff: Reykjavík, Reykjavík 2007
- Sigurður Aegisson: Die Wale Islands, Reykjavík 1997
- Sigurgeir Sigurjónsson: Lost in Iceland, Reykjavík 2007
- Sigurgeir Sigurjónsson: Reykjavík, Reykjavík 1999
- Sigurgeir Sigurjónsson: Where nature shines, Reykjavík 1999
- Sigurgeir Sigurjónsson: The world of moving water, Reykjavík 1999
- Steinar Berg Ísleifsson: Der letzte Troll, Borgarfjörður 2013
- Steinunn Jóhannesdóttir: Die Isländerin, Reinbek bei Hamburg 2006
- Steinunn Jóhannesdóttir: Das sechste Siegel, Reinbek bei Hamburg 2004